# О’Доннел, Конн
Конн О’Доннел (? — умер 13 марта 1583 года) — член ирландской династии О’Доннел из графства Донегол. В разные моменты своей бурной карьеры Конн либо выступал против английской короны, либо вступал в союз с Шейном О’Нилом или Турлохом О’Нилом, как того требовали обстоятельства и его личные преимущества, чтобы продолжить соперничество с младшим братом своего отца, Хью Мак-Манусом О’Доннелом.

## Биография
Конн был сыном Калваха О’Доннела (? — 1566), правителя Тирконнелла (1555—1566). Калвах считал свою ветвь династии О’Доннел, обосновавшуюся в Лиффорде, более дружественной интересам английской короны, чем ветвь Хью Мак-Мануса, который стал подозрительным из-за союза с мятежным Шейном О’Нилом. Калвах несколько раз рассматривался как кандидат на звание пэра в качестве графа Тирконнелла, но так и не был приведен в исполнение.
Конн О’Доннел говорил по-английски так же хорошо, как и по-ирландски, вероятно, в результате воспитания под руководством сэра Томаса Кьюсака.
Конн старался придерживаться во многом той же политики, что и его отец. Самое раннее упоминание о Конне относится к 1557 году, когда он участвовал в дерзком ночном набеге на Баллиган в графстве Донегал.
В 1561 году Калвах был предан своими подданными и захвачен Шейном О’Нилом , после чего Конн взял на себя эффективное руководство лиффордской линией династии О’Доннел.
Сначала Конн обратился за помощью к английской короне, чтобы освободить своего отца. Но в 1562 году Конн якобы заключил соглашение с Шейном О’Нилом, согласно которому Конн согласился бы на дальнейшее заключение своего отца в тюрьму в обмен на безопасное владение отцовскими поместьями. Однако в мае 1564 года Конн оказался в плену у Шейна О’Нила в результате неудачной попытки вытеснить из Донеголского замка своего двоюродного деда Хью Мак-Хью Дуба Ога, сторонника своего соперника Хью Мак-Мануса О’Доннела.
Шейн О’Нил освободил Конна О’Доннела в мае 1567 года, в то же время передав Конну во владение замки в Баллишанноне и Беллике, которые традиционно считались владениями лорда Тирконнелла и которые по праву принадлежали Хью Мак-Манусу с момента избрания последнего в 1566 году преемником Калваха на этом посту. Конфликт, по-видимому, был временно разрешен по взаимному согласию до 30 октября 1567 года, когда Конн стал танистом (преемником) Хью Мак-Мануса.
В начале июля 1568 года Конн О’Доннел совершил набег на город Арма, который в то время находился под властью архиепископа Арма, назначение которого контролировалось английской короной.
В июле 1573 года Конн О’Доннел стремился к сближению с английской короной. Однако в 1574 году он был заключен в тюрьму графом Эссексом, предположительно из-за предательства. К осени 1575 года Конн О’Доннел бежал и получил прощение от вернувшегося лорда-наместника сэра Генри Сидни.
Обстоятельства смерти Конна неизвестны.

## Семья и наследие
Многие рассказы о семье Конна, вероятно, основанные на работах историка XIX века Джона О’Донована, утверждают, что Конн женился на дочери Турлоха О’Нила . Однако в единственных источниках, ссылающихся на конкретные современные документы, говорится, что Конн женился на Розе, дочери Шейна О’Нила, примерно после 29 сентября 1562 года. Путаница может возникнуть из-за агрессивного поведения Шейна по отношению к О’Доннелам и ссылки на Конна как на «кузена», неверно истолкованного в более широком елизаветинском смысле слова «родственника», на Турлоу О’Нила. Конн и Турлоу, несомненно, были двоюродными братьями в современном смысле этого слова, так как мать Турлоха, Роза О’Доннел, была родной сестрой или сводной сестрой отца Конна, Калваха.
Жена Конна, Роза О’Нил, умерла в 1585 году.
У Конна было четверо известных сыновей — Нил Гарв, Хью Бой, Донал и Конн Ог О’Доннел.
После смерти Конна О’Доннел, несмотря на то, что его сыновья были несовершеннолетними, претензии на титул вождя клана О’Доннел и лордство Тирконнелл этой ветви династии поддержал Хью «Mac от Déagánaigh» (английский язык: «сын декана») О’Галлахер, который был представлен как внебрачный сын Калваха но, вероятно, на самом деле зять Конна.
Все прослеживаемые ветви династии О’Доннелл, которые, как известно, пережили XVII век, происходят от Конна по прямой мужской линии, хотя они также происходят от его соперника Хью Мак-Мануса через предков женского пола.